# Kyle Richardson
Kyle Richardson, né le 11 avril 1986 à Brisbane, est un nageur australien, spécialiste des épreuves de nage libre.
Il est plusieurs fois médaillé en relais dans diverses compétitions internationales.

## Palmarès

### Championnats du monde

#### Grand bassin
- Championnats du monde 2011 à Shanghai (Chine) :
  -  Médaille d'or du relais 4 × 100 m nage libre[1].

#### Petit bassin
- Championnats du monde 2012 à Istanbul (Turquie) :
  -  Médaille d'argent du relais 4 × 200 m nage libre.
  -  Médaille de bronze du relais 4 × 100 m nage libre.
  -  Médaille de bronze du relais 4 × 100 m quatre nages[1].

### Jeux du Commonwealth
- Jeux du Commonwealth de 2010 à Delhi (Inde) :
  -  Médaille d'or du 4 × 100 m nage libre
  -  Médaille d'or du 4 × 100 m quatre nages[1].

### Championnats pan-pacifiques
- Championnats pan-pacifiques 2010 à Irvine (États-Unis)
  -  Médaille d'argent du relais 4 × 100 m nage libre.
  -  Médaille de bronze du relais 4 × 100 m quatre nages.

## Records personnels
| Épreuve          | Temps         | Compétition                      | Lieu                | Date       |
| 50 m nage libre  | 22 s 21       | Championnats du monde 2009       | Rome, Italie        | 31/07/2009 |
| 100 m nage libre | 48 s 69       | Championnats pan-pacifiques 2010 | Irvine, États-Unis  | 19/08/2010 |
| 200 m nage libre | 1 min 48 s 57 |                                  | Adelaïde, Australie | 16/03/2012 |